# 两亲分子

磷脂具有两亲性。

两亲分子（英語：amphiphile）又称两亲体，是一个描述一类同时具有亲水性以及亲脂性这两种性质的化合物的术语。这类物质被称为是“两亲性”的。这成为了众多化学与生物化学研究领域的理论基石，尤其是脂多型性。

## 结构与性质
亲脂性基团包括长的碳氢链和芳香化合物。亲水性基团包括带电荷基团及极性基团：
1. 带电荷基团
  - 阴离子基团，亲脂端表示为R,与之相连的亲水端：
    - 羧酸: RCO2−;
    - 硫酸: RSO4−;
    - 磺酸: RSO3−.
    - 磷酸: 是磷脂的亲水基团成分。

  - 阳离子基团，举例：
    - 铵基: RNH3+.
2. 极性非电离基团。例如羟基，如甘油二酯(DAG)，乙二醇单酯。

## 例子
有不少分子都有两亲的性质：
烃基表面活性剂是其中的一大类。它们的极性端可以是离子，也可以不是。一些典型的例子有：十二烷基硫酸钠（阴离子）、苯扎氯銨（阳离子）、椰油酰胺丙基甜菜碱（两性离子）、1-辛醇（长链醇，非离子化合物）。
许多生物分子则组成了另一大类。例如：磷脂、胆固醇、糖脂、脂肪酸、胆汁酸、皂苷、局部麻醉剂等。